# Шевченко, Валентина Петровна
Валенти́на Петро́вна Шевче́нко (12 октября 1926, Киев — 28 ноября 2016, Киев) — украинский советский архитектор-реставратор. Почётный доктор архитектуры НИИТИАГ (1999).

Имя Валентины Шевченко занесено в Книгу «Выдающиеся женщины Украины».

## Биография
Валентина Петровна Шевченко родилась 12 октября 1926 года в Киеве.
В 1957 году окончила Киевский инженерно-строительный институт.
Работала старшим архитектором по охране и реставрации памятников архитектуры города в Управлении по делам строительства и архитектуры Киевского горисполкома.

## Проекты
Некоторые из проектов:
- Реставрация Троицкого собора в Глухове (1957—1958)
- Реставрация Гончарной башни в Каменце-Подольском (1962—1963)
- Реставрация трапезной Михайловского монастыря (интерьер арх. Ирма Каракис) (1973—1982)
- Реставрация порохового погреба XVII в. на Печерске (1981)
- Реставрация Контрактового дома (1984—1996)
- Реставрация Гостиного двора и фонтана «Самсон» с ротондой на Подоле (1972—1982)
- Реставрация отдельных исторических интерьеров в старой Одессе (1959)
- Реставрация зала Театра на Подоле в Киеве (1988—1989 гг.)
- Реставрация ограждения с Экономическими вратами Михайловского монастыря (1976—1982)
- Реставрация церкви Богородицы Пирогощи (1993)
- Реставрация историко-культурная инвентаризация застройки Подола (1974—1984)
- Реставрация реконструкция Контрактовой площади на исторической основе.